# Pteridàcies
Les pteridàcies (Pteridaceae) són una gran família de falgueres de l'ordre Polypodiales. Les espècies d'aquesta família tenen rizomes reptants o erectes i són terrestres o bé creixen en les roques.

## Taxonomia
La família Pteridaceae inclou 4 subfamílies, 53 gèneres, 1.150 espècies:
- Subfamília Parkerioideae Burnett (2 gèneres)
- Subfamília Cryptogrammoideae S.Lindsay (3 gèneres)
- Subfamília Pteridoideae Link (13 gèneres)
- Subfamília Vittarioideae Link (12 gèneres)
- Subfamília Cheilanthoideae Horvat (23 gèneres)